# Oxytropis ochrolongibracteata
Oxytropis ochrolongibracteata là một loài thực vật có hoa trong họ Đậu. Loài này được X.Y. Zhu & H. Ohashi mô tả khoa học đầu tiên năm 2000.